# Plastičnost (fizika)
Plastičnost je svojstvo nekih materija (materijala) da pod delovanjem dovoljno velike sile menjaju oblik, koji gotovo u potpunosti trajno zadržavaju i nakon prestanka delovanja sile (plastična deformacija). Plastičnost nastupa kada se pod delovanjem sila pređe takozvana granica tečenja, koja zavisi od temperature materijala. Tako i neki krti materijali (bronza, mramor, staklo, kristali) mogu preći u plastično stanje pri povišenim temperaturama. Proučavanjem plastičnosti i postavljanjem teorija bavi se na makrorazini deo mehanike čvrstih tela (teorija plastičnosti), posmatrajući telo kao kontinuum bez ulaženja u njegovu mikrostrukturu, dok se plastičnost na mikronivou, kao posledica poremećaja unutar kristala, to jest pomicanja delova kristala duž dislokacijskih ravni, proučava u okviru fizike materijala. Metali na temperaturi višoj od temperature rekristalizacije imaju gotovo idealnu plastičnost, jer su deformirani kristali spontano pretvoreni u nove nenapregnute, a s temperaturom je povećan i broj dislokacija. U takvom se stanju pri delovanju stalne sile deformacije u materijalu s vremenom povećavaju (tečenje materijala). Plastičnost je bitna pojava u tehnologiji oblikovanja deformiranjem, kao što su valjanje, kovanje, savijanje, duboko vučenje i drugo, dok se u konstrukcijama javlja samo lokalno unutar ograničenih manjih područja.
Plastična deformacija je uočena u većini materijala, a posebno kod metala, tla, kamenja, betona, pene. Međutim, fizički mehanizmi koji uzrokuju plastičnu deformaciju mogu veoma varirati. Na kristalnoj skali plastičnost metala je obično posledica dislokacija. Ovakve greške su relativno retke u većini kristalnih materijala, ali su brojne u nekim i deo su njihove kristalne strukture; u takvim slučajevima može doći do plastične kristalnosti. U krtim materijalima kao što su stena, beton i kost plastičnost je uzrokovana predominantno klizanjem mikropukotina. U ćelijskim materijalima kao što su tečne pene ili biološka tkiva, plastičnost je uglavnom posledica preuređivanja mehurića ili ćelija, posebno T1 procesa.

## Dijagram naprezanja
Dijagram naprezanja prikazuje međusobnu zavisnost σ - zateznog naprezanja i ε - relativnog produženja ili linijske zatezne deformacije. U materijalu koji je opterećen nekom silom F nastaju naprezanja σ koja uzrokuju njegovo rastezanje. Naprezanje σ je odnos sile F i površine A preseka štapa ili šipke (normalnog na smer sile).
{\displaystyle \sigma ={\frac {F}{A}}}
Zbog delovanja sile F (a time nastalog naprezanja σ) štap ili šipka će se od početne dužine L0 rastegnuti na dužinu L. Tako je produženje štapa ili šipke:
{\displaystyle \varepsilon ={\frac {\Delta L}{L_{0}}}={\frac {L-L_{0}}{L_{0}}}}
Relativno produženje ε (dužinska ili uzdužna deformacija) štapa ili šipke je produženje s obzirom na početnu dužinu Lo. Početno je naprezanje linearno (deformacija je direktno proporcionalna naprezanju). U području linearnog rastezanja (Hukov zakon) materijal je elastičan i nakon prestanka delovanja sile, odnosno naprezanja, on se vraća u početno stanje. Jungov modul elastičnosti je odnos naprezanja i relativnog produženja (u području elastičnosti).
Tehnička granica elastičnosti je naprezanje pri kojem osetljiva merila osete prvo primetno trajno produženje materijala (pri još nepromenjenom preseku Ao). Nakon te granice (obično na kraju linearnog rastezanja) materijal se rasteže plastično i nakon prestanka delovanja sile ne vraća se više na početnu dužinu L0, već ostaje određeno trajno produženje, uz suženje preseka, A < A0).

## Primena

### Kovanje
Kovanje je obrada materijala bez odvajanja čestica, kod koje se promena oblika i dimenzija vrši udarcima čekića ili bata po otkivku, koji je položen na nakovanj. Obrada je češće u toplom stanju, ali može biti i u hladnom stanju. Prema načinu na koji se obavlja preoblikovanje postoji ručno kovanje i mašinsko kovanje. 
Ručno kovanje je postupak preoblikovanja materijala udarcima kovačkog čekića po otkivku. Otkivak se zagreje u kovačkoj vatri do belog sjaja. Kovačkim klještima se vadi iz vatre i polaže na nakovanj. Otkivak polako menja oblik i dimenzije pod udarcima čekića. Tačnost dimenzija, oblika, kvalitet proizvoda i količina zavise isključivo od preciznosti i iskustva kovača.
Mašinsko kovanje je moderniji način kovanja, koji omogućava kovanje od najmanjih otkivaka do izuzetno velikih (do 580 tona). Dimenzije otkivka zavise samo od veličine mašina. Postupak može biti u toplom i hladnom stanju. Za kovanje u toplom stanju, u postupku proizvodnje potrebne su i kovačke peći. Ručno ili mašinsko kovanje može biti:
- slobodno kovanje ili
- kovanje u ukovnjima (kalupima).

### Valjanje
Valjanje je jedan od postupaka oblikovanja metala deformisanjem kod kojega se odlivnom bloku (ingotu) propuštanjem između okrećućih valjaka smanjuje presek i daje željeni oblik, uz istovremeno poboljšanje mehaničkih svojstava. Od svih postupaka plastične deformacije, najveću primenu ima valjanje. Postupak započinje valjanjem ingota u poluproizvode. Dok obradak prolazi između valjaka dolazi do deformiranja materijala. U zoni deformacije materijal ne prolazi svugde istom brzinom kojom rotiraju valjci. Obodna brzina valjka može biti veća, ista ili sporija od brzine prolaza materijala u zoni deformacije.
Valjanje se može odvijati u toplom i hladnom stanju. Materijali većeg preseka valjaju se pretežno u toplom stanju, zbog veće plastičnosti i mogućnosti puno većih redukcija preseka, te manjih sila i manjeg utroška rada. Materijali manjeg preseka valjaju se pretežno u hladnom stanju, jer se postiže glađa površina, uža tolerancija i veća tvrdoća materijala.

### Savijanje limova
Savijanje limova je postupak obrade metala bez skidanja strugotine, kod kojeg se u poprečnom preseku unutrašnji dio skraćuje i opterećen je na pritisak, dok se vanjski deo produžuje i opterećen je na istezanje. Savijanje limova se deli na: kružno savijanje, savijanje pod uglomom (oštrougaono savijanje) i profilno savijanje.

### Savijanje cevi
Savijanje cevi je postupak obrade metala bez skidanja čestica, kod kojeg se ravna cev savija za neki ugao. Pri savijanju cevi pola cevi u poprečnom preseku (unutrašnji dio) se skraćuje i opterećen je na pritisak, dok se druga polovina cevi u preseku (vanjski deo) produžuje i opterećena je na istezanje. Ta naprezanja dovode do deformacija preseka, smanjenja ili čak do potpunog zatvaranja preseka. 

### Duboko vučenje
Duboko vučenje metala je postupak mašinske obrade metala u kojem se obradak (platina ili rondela), najčešće u hladnom stanju, provlači kroz jednu ili više matrica u novi željeni oblik korištenjem posebnih alata. Za duboko vučene proizvode svojstvena je dubina proizvoda, koja je veća od polovice prečnika rondele. Proizvodi mogu imati različite poprečne preseke s ravnim, konusnim (kupastim) ili zakrivljenim zidovima, ali najčešći oblici su cilindrične (valjkaste) ili pravougaone geometrije. Duboko vučenje upotrebljava rastezljive metale kao što su aluminijum, mesing, bakar i meke čelike u proizvodnji auto delova, limenog posuđa i ambalaže, municije itd. 

### Izvlačenje
Izvlačenje je postupak mašinske obrade metala bez skidanja čestica, koji se koristi u proizvodnji žica, traka, cevi, šipki. Postupak se koristi uglavnom za promenu dimenzija (prečnika i debljine zidova), a ređe za promenu oblika. Izvlačenje se primenjuje kada je potrebna glađa površina i tačnije dimenzije, ili kada je presek vrlo mali ili tankih zidova, te se druge metode na mogu primenjivati (neekonomično). 

## Literatura
- Ashby, M. F. (2001). „Plastic Deformation of Cellular Materials”. Encyclopedia of Materials: Science and Technology. Volume 7. Oxford: Elsevier. стр. 7068—7071. ISBN 0-08-043152-6.
- Han, W.; Reddy, B. D. (2013). Plasticity: Mathematical Theory and Numerical Analysis (2nd изд.). New York: Springer. ISBN 978-1-4614-5939-2.
- Kachanov, L. M. (2004). Fundamentals of the Theory of Plasticity. Dover Books. ISBN 0-486-43583-0.
- Khan, A. S.; Huang, S. (1995). Continuum Theory of Plasticity. Wiley. ISBN 0-471-31043-3.
- Simo, J. C.; Hughes, T. J. (1998). Computational Inelasticity. Springer. ISBN 0-387-97520-9.
- Van Vliet, K. J. (2006). „Mechanical Behavior of Materials”. MIT Course Number 3.032. Massachusetts Institute of Technology.
- Avallone, Eugene A. & Baumeister III, Theodore (1996). Mark's Standard Handbook for Mechanical Engineers (8th изд.). New York: McGraw-Hill. ISBN 978-0-07-004997-0.
- Avallone, Eugene A.; Baumeister, Theodore; Sadegh, Ali; Marks, Lionel Simeon (2006). Mark's Standard Handbook for Mechanical Engineers (11th, Illustrated изд.). McGraw-Hill Professional. ISBN 978-0-07-142867-5..
- Beer, Ferdinand P.; Johnston, E. Russell; Dewolf, John T. (2001). Mechanics of Materials (3rd изд.). McGraw-Hill. ISBN 978-0-07-365935-0..
- Boresi, A. P., Schmidt, R. J., and Sidebottom, O. M. (1993). Advanced Mechanics of Materials, 5th edition John Wiley & Sons.  0-471-55157-0
- Degarmo, E. Paul; Black, J T.; Kohser, Ronald A. (2003). Materials and Processes in Manufacturing (9th изд.). Wiley. ISBN 978-0-471-65653-1..
- Oberg, E., Jones, F. D., and Horton, H. L. (1984). Machinery's Handbook, 22nd edition. Industrial Press.  0-8311-1155-0
- Ross, C. (1999). Mechanics of Solids. City: Albion/Horwood Pub. ISBN 978-1-898563-67-9.
- Shigley, J. E., and Mischke, C. R. (1989). Mechanical Engineering Design, 5th edition. McGraw Hill.  0-07-056899-5
- Young, Warren C. & Budynas, Richard G. (2002). Roark's Formulas for Stress and Strain, 7th edition. New York: McGraw-Hill. ISBN 978-0-07-072542-3.
- Engineer's Handbook
- Schneider, George. "Chapter 1: Cutting Tool Materials," American Machinist, October, 2009
- Schneider, George. "Cutting Tool Applications: Chapter 2 Metal Removal Methods," American Machinist, November, 2009

## Spoljašnje veze
- Videos about metalworking published by Institut für den Wissenschaftlichen Film. Available in the AV-Portal of the German National Library of Science and Technology